# Poliolefina
S'anomena poliolefina tot aquell polímer obtingut per la polimerització d'olefines.

## Tipus
Entre les poliolefines s'inclouen, entre d'altres, els següents productes:
- Polietilè de baixa densitat (PEBD o LDPE), format a partir d'etilè a molt alta pressió.
- Polietilè d'alta densitat (PEAD o HDPE), producte de la polimerització de l'etilè sobre un catalitzador a pressió moderada.
- Polietilè lineal de baixa densitat (PELBD o LLDPE), similar al HDPE però introduint com co-monòmers olefines més llargues (especialment 1-butè, 1-hexà, 1-octè).
- Polipropilè (PP), producte de la polimerització catalítica del propilè.
- Cautxú etile-propale (EPR), copolímer catalític d'etilè i propalè amb propietats elastomèriques.
- Poli-alfa-olefines, obtingudes a partir d'alfa-olefines, hidrocarburs lineals amb un sol doble enllaç en un dels seus extrems, com per exemple l'1-hexà.

## Productors
| Taula dels Productors Mundials de Poliolefines |                     |                |                               |
|                                                | Empresa             | País           | Producció en Milions de Tones |
| 1                                              | ExxonMobil          | EUA            | 9,2                           |
| 2                                              | Dow Chemical        | EUA            | 8,3                           |
| 3                                              | Basell              | Països Baixos  | 7,8                           |
| 4                                              | Ineos               | Gran Bretanya  | 5,5                           |
| 5                                              | Sinopec             | Xina           | 5,2                           |
| 6                                              | Sabic               | Aràbia Saudita | 5,1                           |
| 7                                              | Borealis            | Àustria        | 4,2                           |
| 8                                              | Total               | França         | 4,1                           |
| 9                                              | Chevron Phillips    | EUA            | 3,2                           |
| 10                                             | Petrochina          | Xina           | 2,5                           |
| 11                                             | Equistar            | EUA            | 2,2                           |
| 12                                             | Reliance Industries | Índia          | 2                             |
| 13                                             | Formosa Group       | Taiwan         | 1,8                           |
| 14                                             | Sumitomo Chemicals  | Japó           | 1,7                           |
| 15                                             | Polimeri Europa     | Itàlia         | 1,6                           |